# The Prince of Heaven's Eyes
The Prince of Heaven's Eyes es un álbum de estudio de la banda irlandesa Fruupp. Grabado de abril a septiembre del año 1974, y fue publicado en noviembre del mismo año. La disquera independiente Esoteric Recordings lanzó otra versión de este disco.

## Análisis
Un álbum, por lo general, más alegre, ambicioso y surrealista que los dos anteriores, incluso, en ocasiones, resulta orgánico. Temas como "Crystal Brook", la duradera "Knowing You", la extravagante y ácida "Prince of Darkness" y la increíble composición llamada "Annie Austere" hacen que este trabajo de Fruupp valga realmente la pena. Además, es un álbum que está basado en una serie de cuentos creados por los mismos miembros del grupo, historietas también basadas un poco en su cultura, en la cultura tradicional celta de Irlanda. 

## Personal
- Peter Farrelly: bajo, flauta y voz

- Martin Foye: batería y percusión

- Stephen Houston: teclados, oboe y voz

- Vincent McCusker: guitarras y voz

## Listado de canciones
- 1. It's All Up Now (7:20)

- 2. Prince of Darkness (3:48)

- 3. Jaunting Car (2:23)

- 4. Annie Austere (5:14)

- 5. Knowing You (2:46)

- 6. Crystal Brook (7:58)

- 7. Seaward Sunset (3:08)

- 8. The Perfect Wish (9:49)

- 9. Prince of Heaven (3:31)

- Duración total del LP: 45:57

En la reedición en CD, se añadieron las dos grabaciones de un disco sencillo:
- 1. Prince of Heaven (3.37)
- 2. Jaunting Car (2.27)

Duración total del sencillo: 6:04  
Duración total del CD: 52:01